# Río Mayo (ciudad)

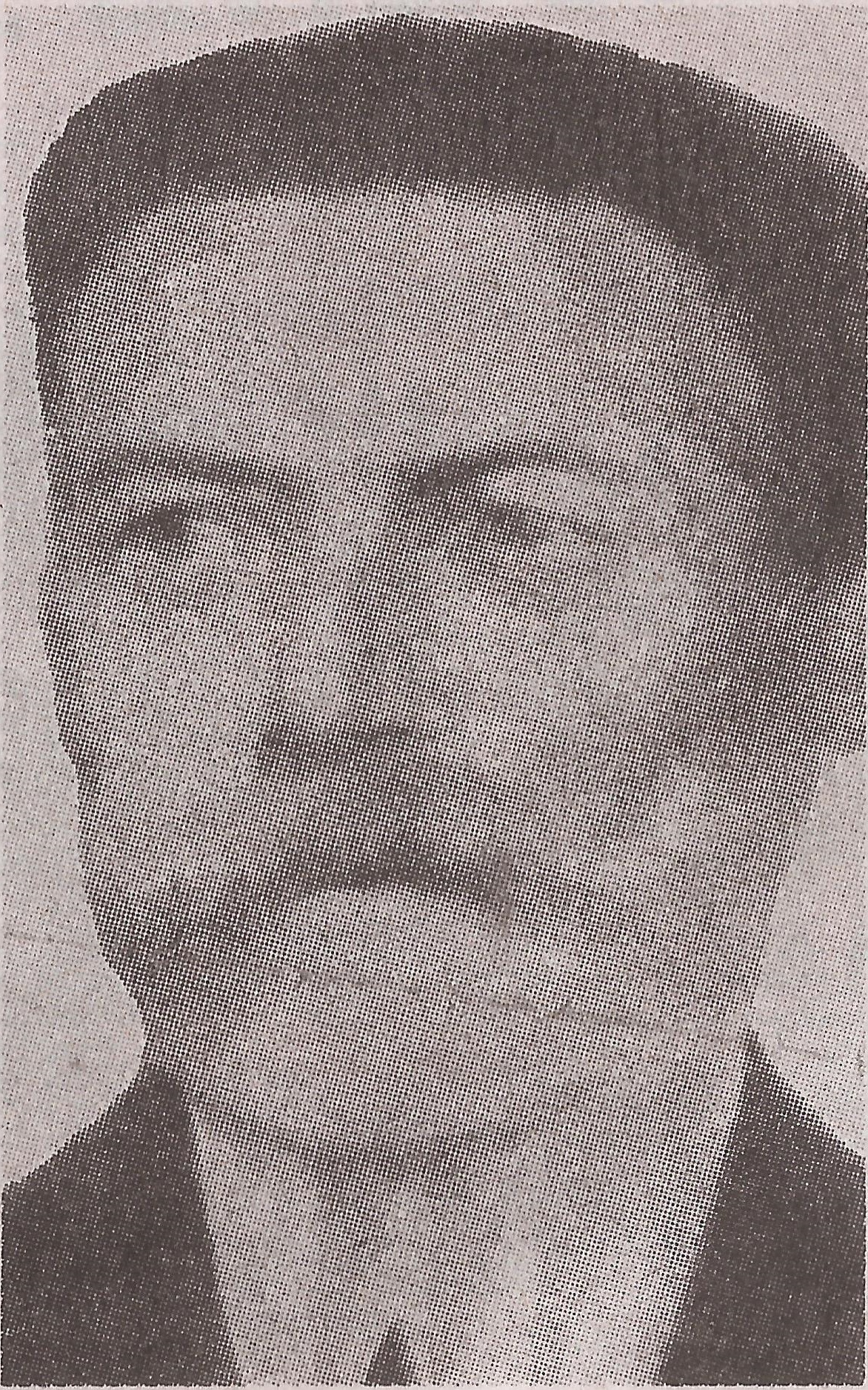
Gregorio Mayo.

Río Mayo es una localidad del departamento Río Senguer, en el sudoeste de la provincia del Chubut, Argentina. Es escala obligada del Corredor Central hacia Chile, cercana a dos pasos fronterizos, uno (paso Huemules) por la localidad de Lago Blanco a Balmaceda (Chile) y otro (paso El Triana) por Aldea Beleiro.
Río Mayo cuenta con los servicios indispensables para el visitante y permite además la práctica de actividades tales como pesca deportiva, cabalgatas, ciclismo de montaña y senderismo.

## Clima
La localidad chubutense de Río Mayo posee un clima duro y riguroso en la mayor parte del año (en marzo y abril se presentan las primeras heladas), caracterizado por prolongados inviernos fríos y extremadamente hostiles con temperatura mínima absoluta de -27 °C y gélidas temperaturas máximas negativas de hasta -21 °C.

## Historia
El nombre de la localidad se debe a Gregorio Mayo, perteneciente a la Compañía de "Los Rifleros del Chubut", una expedición realizada en 1884 para el reconocimiento de las tierras occidentales del Territorio. Es importante destacar que todos los años, el tercer fin de semana del mes de enero, se celebra la "Fiesta Nacional de la Esquila", con espectáculos de jineteada, concurso de esquila, paseo de artesanos, gastronomía regional y presentaciones artísticas, como así también,  y la elección de la Paisana nacional de la esquila, Miss velloncito y el Gauchito del festival.
En dicha localidad se encuentran asentados el Batallón de Ingenieros Mecanizado 9 «Zapadores del Chubut» y el Escuadrón n.º 38 «Río Mayo» de la Gendarmería Nacional.

## Población
Cuenta con 2791 habitantes (Indec, 2010), lo que representa un descenso del 5% frente a los 2939 habitantes (Indec, 2001) del censo anterior. La población se compone de 1.445 varones y 1.346 mujeres, lo que arroja un índice de masculinidad del 107,36%. En tanto las viviendas pasaron de 725 a 791.
| Gráfica de evolución demográfica de Ciudad de Río Mayo entre 1991 y 2010 |
|                                                                          |
| Fuente: Censos nacionales del INDEC                                      |

## Cuartel de Ejército «Río Mayo»
El Cuartel de Ejército «Río Mayo» es una base del Ejército Argentino localizada en al sur de la provincia del Chubut.

## Historia
El Cuartel de Ejército «Río Mayo», construido después de la crisis entre Argentina y Chile de 1978, albergó al Regimiento de Infantería Mecanizado 37, creado en 1979. Ese mismo año se inauguró el Regimiento de Infantería Mecanizado 35.
En 1992 se disolvió el Regimiento de Infantería Mecanizado 37 al tiempo que se creó el Batallón de Ingenieros 9.
También se encuentra presente el Escuadrón 38 Río Mayo de la Gendarmería Nacional Argentina.

## Parroquias de la Iglesia en Río Mayo
| Diócesis  | Comodoro Rivadavia  |
| --------- | ------------------- |
| Parroquia | San Miguel Arcángel |